# Paulacris exaggerata
Paulacris exaggerata, vrsta kukca ravnokrilca (orthoptera) iz porodice pravih skakavaca (Acrididae) rasprostranjenog po Južnoj Americi u Boliviji i južnobrazilskoj državi São Paulo.
Ovu vrstu Burr je 1902. opisao pod imenom Hyalopteryx exaggeratus, da bi onda za nju J. A. G. Rehn 1944. stvorio zaseban rod Paulacris.

## Sinonimi:
1. Hyalopteryx asinus Rehn, J.A.G., 1906
2. Hyalopteryx exaggeratus Burr, 1902
3. Hyalopteryx lamellipes Bruner, L., 1906
4. Paulacris asinus (Rehn, J.A.G., 1906)